# 石基
石基（せっき、英: matrix もしくは groundmass）とは、岩石で細粒が固まって大きな粒を形成した、水晶や砕屑岩を含むものである。
火成岩の石基（せっき)はさらに微小な粒を含み、石英の斑晶（phenocryst）が含まれている。この斑岩の模様はマグマが多段階に冷えていくことの指標である。例えば、斑岩の中の安山岩は細粒の石基の中に斜長石の大きな斑晶を持つ。南アフリカ共和国でも風化した粘土を鉱床にもつダイヤモンドが採掘される。この鉱山はイエローグラウンドと呼ばれている。
堆積岩の石基も粘土やシルトのように粒が細かく、より大きな粒や破片岩が含まれている。またそれは岩石に化石が含まれているか調べることにも使われる。